# Гребля Бабар
Гребля Бабар – гідротехнічна споруда на півночі Алжиру.
Греблю спорудили в 1995 році у південній частині гір Орес на уеді Ель-Араб (після греблі також носить назву уед Зерібет), що несе води до безстічного басейну озера Шотт-Мельгір. Водозбірний басейн вище від споруди складає 567 км2, а її головним призначенням є іригація.
В межах проекту долину уеду перекрили земляною греблею із глиняним ядром висотою 39 метрів та довжиною 700 метрів. За сім сотень метрів ліворуч від греблі у сідловині облаштували водозлив довжиною 160 метрів. 
Гребля утворила водосховище об’ємом 41 млн м3, з яких 24,8 млн м3 відносяться до корисного об’єму. При нормальному рівні площа водойми становить 3,8 км2.